# SK Jēkabpils Lūši
SK Jēkabpils Lūši – łotewski klub siatkarski z Jēkabpilsu założony w 2013 roku. Od sezonu 2015/2016 występuje w lidze bałtyckiej i mistrzostwach Łotwy. Od tego czasu zdobył pięciokrotnie mistrzostwo Łotwy, pięciokrotnie Puchar Łotwy, trzykrotnie Superpuchar Łotwy oraz trzykrotnie brązowe medale ligi bałtyckiej.
Głównym obiektem sportowym, w którym klub rozgrywa swoje mecze domowe, jest hala sportowa Jēkabpils (Jēkabpils sporta nams).

## Bilans sezonów
| Sezon     | Rozgrywki ligowe  | Rozgrywki ligowe | Puchar      | Liga bałtycka |
| Sezon     | Poziom            | Miejsce          | Puchar      | Liga bałtycka |
| --------- | ----------------- | ---------------- | ----------- | ------------- |
| 2013/2014 | 1. līga           | 1/11             |             |               |
| 2014/2015 | Nacionālā līga    | 1/10             | 1. runda    |               |
| 2015/2016 | Mistrzostwa Łotwy | 5/6              | ćwierćfinał | 11/13         |
| 2016/2017 | Mistrzostwa Łotwy | 4/6              | 1. miejsce  | 7/14          |
| 2017/2018 | Mistrzostwa Łotwy | 1/5              | 1. miejsce  | 3/14          |
| 2018/2019 | Mistrzostwa Łotwy | 1/5              | 1. miejsce  | 7/11          |
| 2019/2020 | Mistrzostwa Łotwy | —                | finał       | —/9           |
| 2020/2021 | Mistrzostwa Łotwy | 1/4              | —           | 3/8           |
| 2021/2022 | Mistrzostwa Łotwy | 1/8              | 1. miejsce  | 6/9           |
| 2022/2023 | Mistrzostwa Łotwy | 3/4              | finał       | 6/7           |
| 2023/2024 | Mistrzostwa Łotwy | 1/4              | 1. miejsce  | 3/8           |
| 2024/2025 | Mistrzostwa Łotwy | 3/4              | finał       | 6/7           |

Poziom rozgrywek:
     pierwszy poziom
     drugi poziom
     trzeci poziom

## Udział w europejskich pucharach
SK Jēkabpils Lūši w sezonie 2020/2021 zgłosił się do Pucharu Challenge. W 1/16 finału miał zmierzyć się z włoskim klubem Allianz Milano, jednak ze względu na problemy związane z pandemią COVID-19 ostatecznie wycofał się z rozgrywek.

## Osiągnięcia
Mistrzostwa Łotwy:
- 1. miejsce (5x): 2018, 2019, 2021, 2022, 2024
- 3. miejsce (2x): 2023, 2025

Puchar Łotwy:
- 1. miejsce (5x): 2016, 2017, 2018, 2021, 2023
- 2. miejsce (3x): 2019, 2022, 2024

Superpuchar Łotwy:
- 1. miejsce (3x): 2021 (sezon 2020/2021), 2021 (sezon 2021/2022), 2024
- 2. miejsce (1x): 2022

Liga bałtycka:
- 3. miejsce (3x): 2018, 2021, 2024